# (5715) Kramer
(5715) Kramer (1982 SE1) – planetoida z pasa głównego asteroid okrążająca Słońce w ciągu 5,71 lat w średniej odległości 3,19 j.a. Odkryta 22 września 1982 roku.